# Eva-Maria Edinger
Eva-Maria Edinger (* 13. Juni 1966) ist eine ehemalige österreichische Synchronschwimmerin. Sie gewann bei Europameisterschaften einmal Gold und einmal Bronze.

## Karriere
Eva-Maria Edinger nahm an den Weltmeisterschaften 1978 in West-Berlin teil, konnte sich aber nicht für den eigentlichen Wettkampf qualifizieren. 1981 bei den Europameisterschaften in Split siegten im Duettwettbewerb die Britinnen vor den Niederländerinnen, dahinter erhielten Alexandra Worisch und Eva-Maria Edinger die Bronzemedaille. Bei den Weltmeisterschaften 1982 in Guayaquil wurde Edinger Achte im Duett mit Worisch. 1984 in Los Angeles stand Synchronschwimmen erstmals auf dem Programm von Olympischen Spielen. Im Duett wurden Worisch und Edinger Zehnte der Qualifikation, nur die acht besten Duos erreichten das Finale. 1985 bei den Europameisterschaften in Sofia siegten Edinger und Worisch vor den Französinnen und den Britinnen.
Eva-Maria Edinger startete für die Schwimm-Union Wien. Sie wurde anfangs von Worischs Mutter Eva trainiert, dann von der Engländerin Dawn Zajac und schließlich von der Kanadierin Sharon Hambrook.